# Джаг
Джаг (англ. jug — «кувшин, сосуд») — примитивный архаический музыкальный инструмент западноафриканского происхождения. Представляет собой сосуд с узким горлышком, используемый в фольклорных ансамблях в ритмической функции или как резонатор для усиления звучания голоса. Чаще всего применяется в роли басового инструмента. Способен издавать глубокий объёмный звук, подобный звуку тубы.

## Музыканты
- Хэмми Никсон (1908 — 1984), американский блюзовый исполнитель на губной гармонике и джаге. Известен как аккомпаниатор на многих записях Слипи Джона Эстеса. Пример игры на джаге: «I’m a Tearing Little Daddy» и «You Oughtn’t Do That» из альбом Эстеса Sleepy John Estes in Europe (Delmark, 1965).
- Томми Холл (1943 — наше время) техасский музыкант, играющий на электрическом кувшине. Он был одним из основателей американской психоделической рок-группы The 13th Floor Elevators. Пример игры на джаге: "You're gonna miss me" и "Slip inside this house" из альбомов The Psychedelic Sounds of the 13th Floor Elevators (1966) и Easter Everywhere (1967)
- Пол Малкольм Кинг (родился 9 января 1948 года, Дагенхэм, Эссекс, Англия) - английский музыкант, участник группы Mungo Jerry с 1970 по 1972 год. Время от времени он исполнял соло-вокал, а также играл на акустической гитаре (6- и 12-струнной), банджо,[1] губной гармонике, казу и джаге.